# Sule Lamido
Sule Lamido est un homme politique nigérian né en 1948. Il est gouverneur de l'État de Jigawa et membre du People's Democratic Party. Il a été ministre des Affaires étrangères de 1999 à 2003.
En avril 2007, Lamido remporte l'élection de gouverneur dans l'État de Jigawa. Il entre en fonction le 29 mai, succédant à Ibrahim Saminu Turaki. Il est candidat à l'élection présidentielle de 2019.